# Stratsin-Kumanovo-operatie
De Stratsin-Kumanovo-operatie (Bulgaars : Страцинско-Кумановска операция) was een offensieve operatie van het Bulgaarse Leger in Joegoslavië tijdens de deelname van Bulgarije aan de Tweede Wereldoorlog tegen het Derde Rijk, wat leidde tot de verovering van Skopje in 1944.
De operatie duurde van 8 oktober tot 14 november 1944 en werd (deels) parallel uitgevoerd met drie andere Bulgaarse offensieve operaties in Joegoslavië: de Niš-operatie, de Kosovo-operatie en de Bregalnitsa-Strumica-operatie.
Deze operatie was onderdeel van het strategische Belgrado-offensief.

## Inleiding
Deze operatie was de middelste van de drie die door het Bulgaarse Leger ingezet werden. De Bulgaren steunden hiermee het Sovjet strategische offensief op de zuidelijke flank. De Bulgaren werden gesteund door eenheden van het Narodnooslobodilačka vojska Jugoslavije (Volksbevrijdingsleger van Joegoslavië) (NOVJ). Naast het bevrijden van Macedonië, was ook een belangrijke opdracht, om de terugtrekking van de Duitse Heeresgruppe E vanuit Griekenland te blokkeren. Dit zou moeten gebeuren door de zuid-noord verbindingswegen af te snijden.

## Deelnemende eenheden
Bulgaarse leger
- 1e Leger (generaal-majoor, vanaf 18 oktober luitenant-generaal Vladimir Stoychev) (op 8 oktober - 32.528 man, aan eind operatie 76.318 man)
  - 1e Infanteriedivisie
  - 2e Infanteriedivisie
  - ondersteuning met 24 Maybach T-III (= StuG III)
  - 2e Cavaleriedivisie (vanaf 17 oktober)
  - 1e Garde Infanterie Divisie (vanaf 17 oktober)
  - 11e Infanteriedivisie (vanaf eind oktober)

NOVJ:
- -  42e Macedonische Divisie, later rond Skopje
  -  50e Macedonische Divisie, voornamelijk rond Skopje
  -  Kumanovo Divisie

Wehrmacht:
- Wehrmachtsbefehlshaber Mazedonien (General der Infanterie Friedrich-Wilhelm Müller tot 1 oktober, vanaf 26 oktober Generalleutnant (LW) Heinz Scheurlen)
  - 11e Luftwaffen-Felddivisie (Generalleutnant Wilhelm Kohler)

## Verloop van de strijd

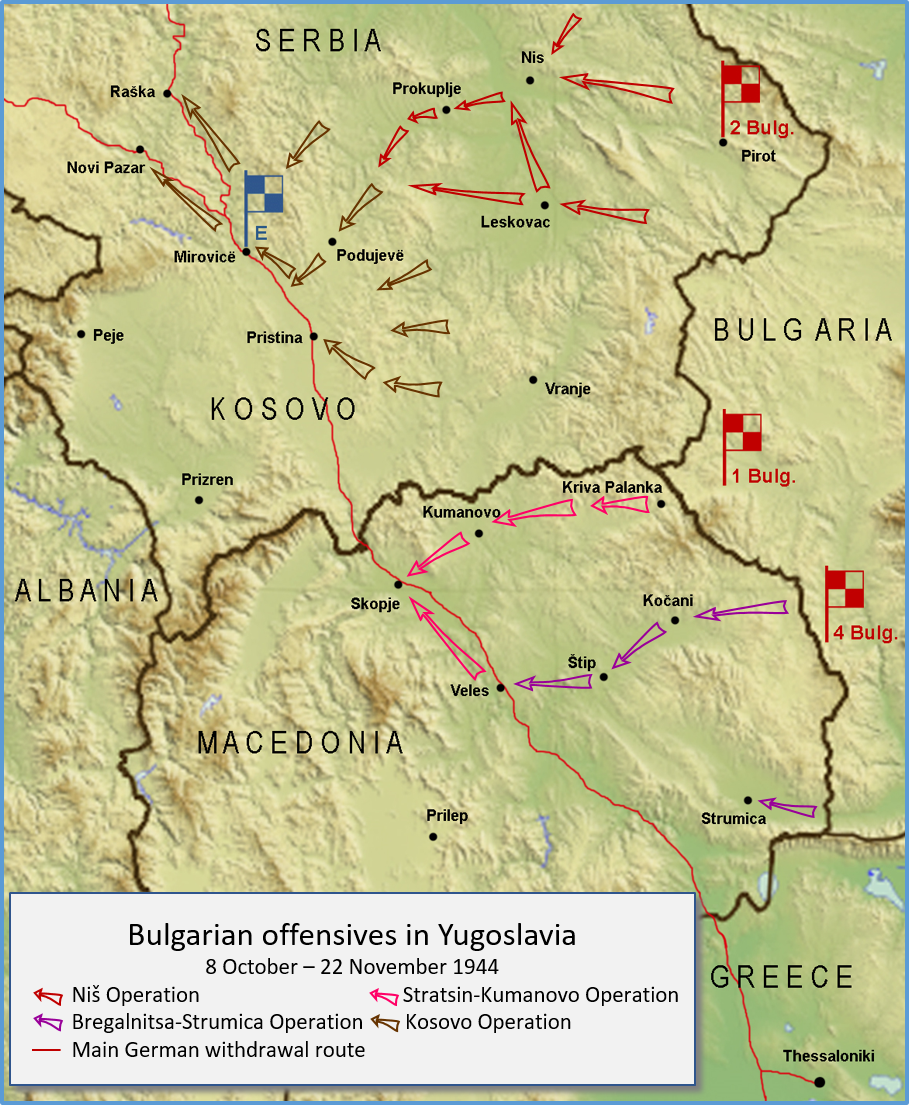
Verloop van de operatie (roze pijlen)

De Bulgaarse troepen begonnen op 8 oktober met het offensief en drongen dezelfde dag Kriva Palanka binnen. Daarna werd de opmars voortgezet naar de heuvelrug van Stražin. De gevechten om Stražin waren hevig. Bij Stražin werd ook een eenheid Bulgaarse parachutisten ingezet in een para-landing, de zogenaamde Parachute Druzhina. Maar 35 van hen werden gedood en 64 raakten gewond, dat is 25% van de totale eenheid. Op 18 oktober werd de heuvelrug ingenomen. 
Op 17 oktober werden de 2e Cavaleriedivisie en de 1e Garde Infanteriedivisie overgeplaatst van het  2e Leger naar het 1e Leger. Die twee divisies vielen aan naar het noorden, bevrijdden Vranje en bereikten Bujanovac van het noorden en bedreigden daarmee Kumanovo's defensie.
Toen volgden gevechten om de Stratzin-positie, die op 25 oktober ingenomen werd. Ondersteuning werd ook verleend door de Bulgaarse luchtmacht. En ook de 11e Infanterie Divisie werd aan het Leger toegevoegd. De gevechten gingen door over de rivier Pčinja en verder naar Kumanovo vanaf 30 oktober. Op 4 november was de stad omsingeld en werd uiteindelijk ingenomen op 11 november om 09.30 u. Troepen van de Kumanovo Divisie (NOVJ) ondersteunden de inname van de stad.
De Bulgaren ontwikkelden hun opmars naar Skopje tot een grootschalig offensief, waardoor het gevaar voor Heeresgruppe E afgesneden te worden steeds groter werd. De situatie was wanhopig en de stad werd in de nacht van 13 op 14 november met spoed geëvacueerd. Als gevolg daarvan vielen op 14 november delen van het 1e en 4e Bulgaarse Leger het ontruimde Skopje binnen. De eerste Bulgaarse eenheden die Skopje binnenkwamen waren van de 2e Infanteriedivisie. Pas op dat moment kwamen de partizanen vanuit de omliggende heuvels naar “beneden” om de Bulgaarse intocht in de stad te steunen.
De aanval ging vervolgens door als onderdeel van de operatie in Kosovo. Hiervoor gebruikten de Bulgaren voornamelijk een kleine gemotoriseerde groep. Op 19 november veroverden Bulgaarse troepen Pristina. De stad was al door de Duitsers ontruimd.

## Verliezen
Het Bulgaarse 1e Leger verloor in deze operatie 7970 man aan doden, gewonden en vermisten en ze namen 756 Duitsers gevangen. De verdere Duitse verliezen zijn onduidelijk.

## Galerij

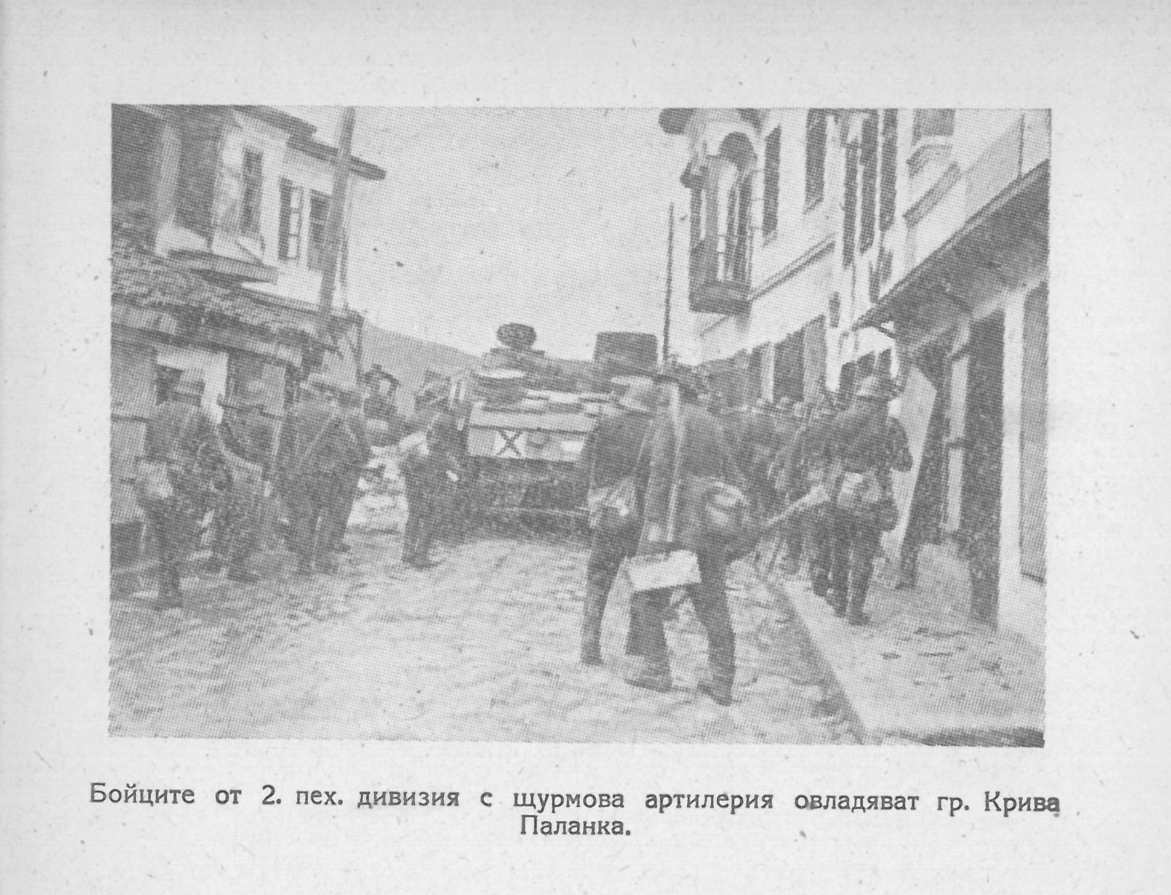
De eenheden van de 2e Infanteriedivisie veroverden de stad Kriva Palanka
Bulgaarse paratroepen vlak voor hun inzet
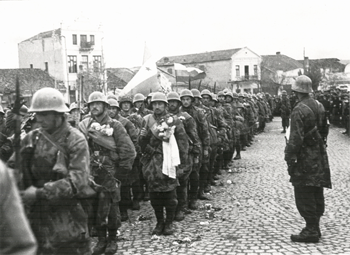
Bulgaarse parachutisten in Kumanovo
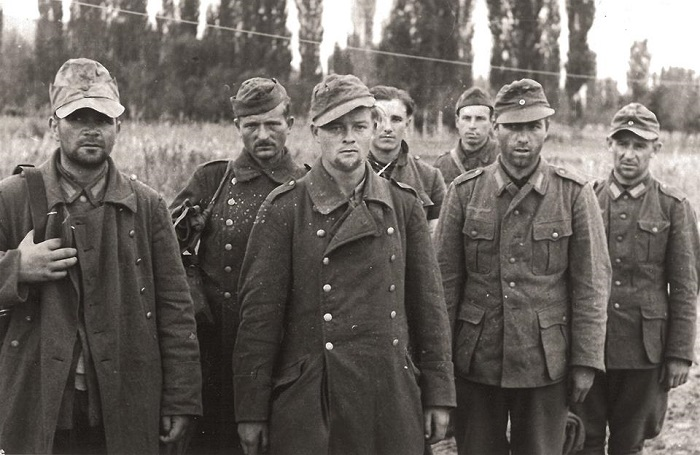
Gevangen Duitse soldaten bij Kumanovo
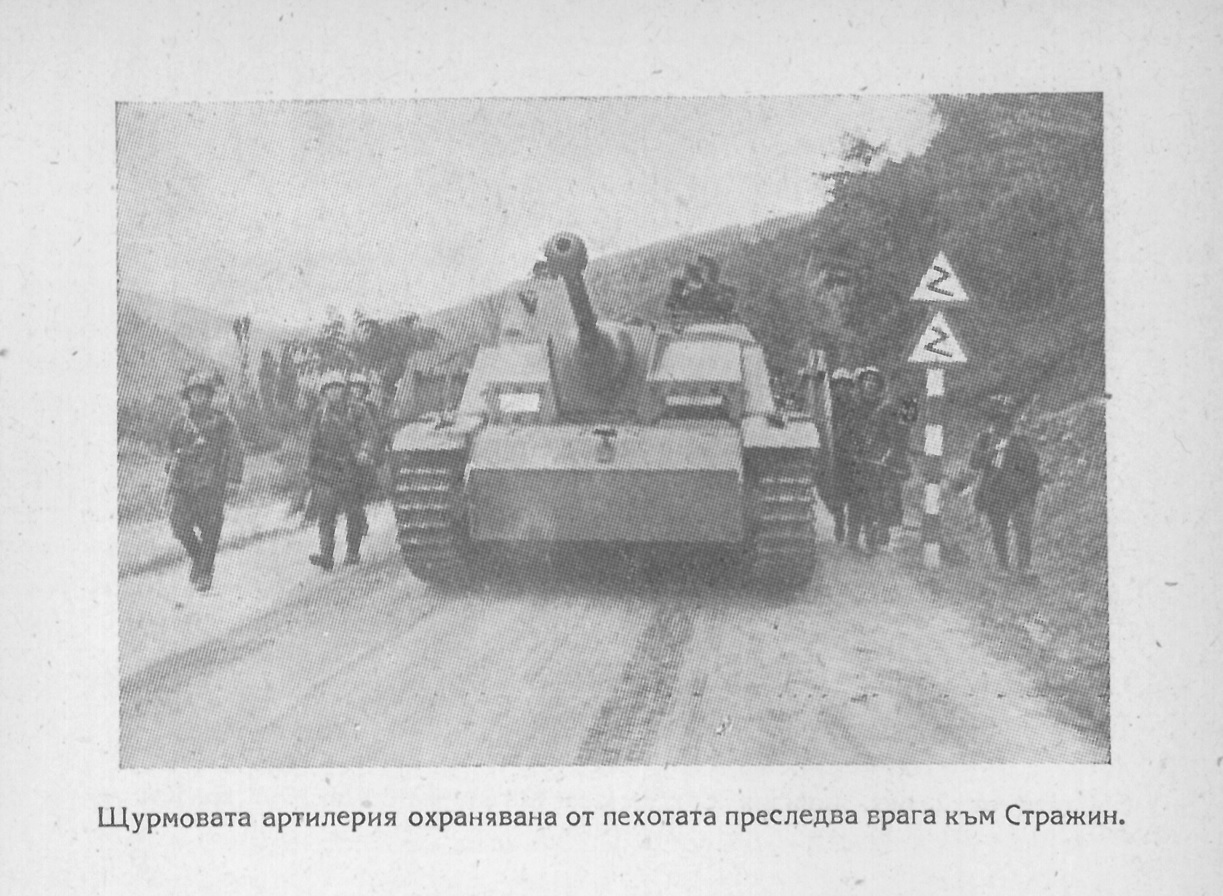
Bulgaarse troepen rukten op naar de heuvelrug van Stražin
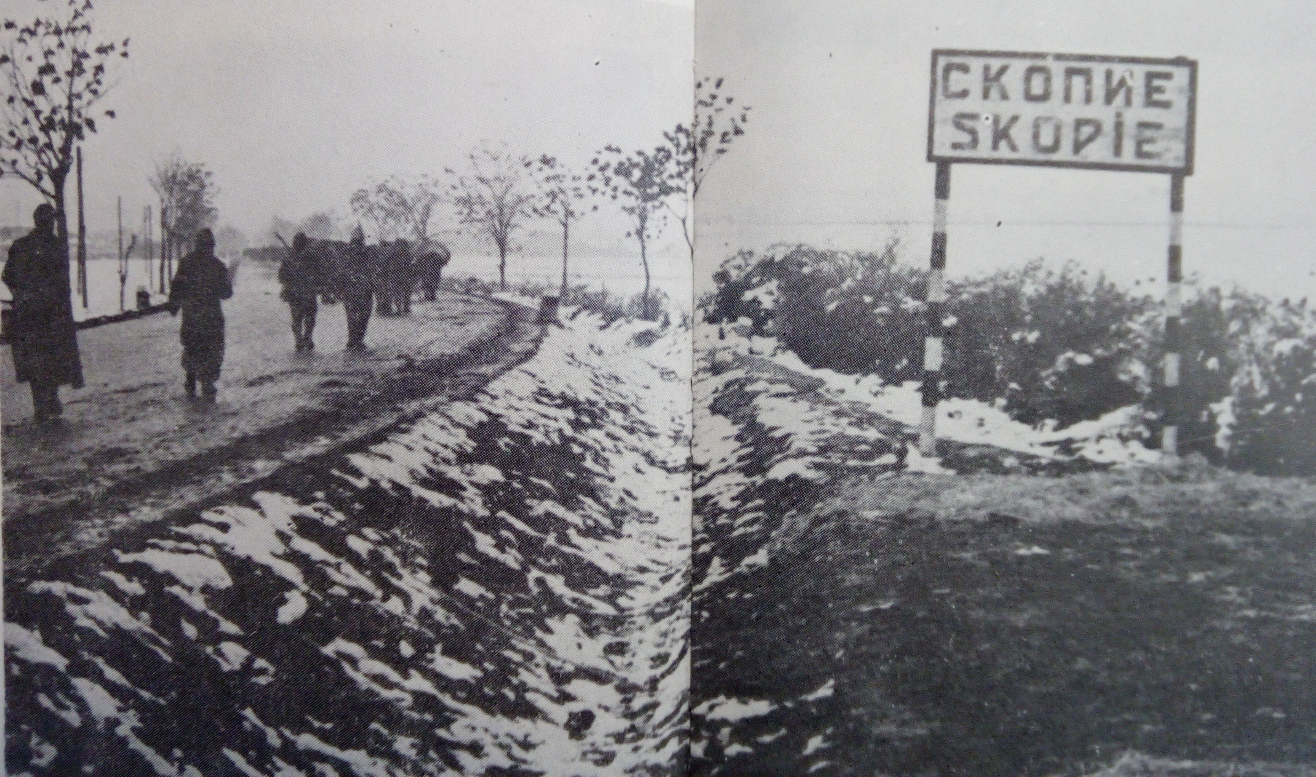
Bulgaarse troepen trekken Skopje binnen
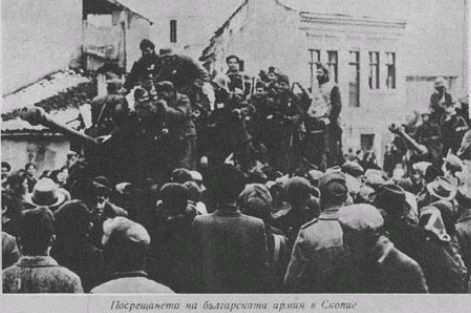
De bevolking van Skopje verwelkomde de komst van het Bulgaarse leger op 14 november 1944